# Cesare Monti
Cesare Monti (né en 1593 à Milan, en Lombardie, alors capitale du duché de Milan et mort dans la même ville le 16 août 1650) est un cardinal italien du XVIIe siècle. Il est un parent du cardinal Frederico Borromeo.

## Biographie
Cesare Monti exerce diverses fonctions au sein de la Curie romaine, notamment auprès de la Congrégation de l'Inquisition, puis comme nonce apostolique à Naples (en) de 1627 à 1628 et comme nonce extraordinaire en Espagne en 1628.
Il est nommé patriarche latin d'Antioche en 1629 et envoyé comme nonce apostolique en Espagne. En 1632 il devient archevêque de Milan. 
Le pape Urbain VIII le crée cardinal in pectore le 19 novembre 1629. Sa création est publiée le 28 novembre 1633. Le cardinal Monti participe au conclave de 1644, lors duquel Innocent X est élu pape.
Le cardinal Monti meurt à Milan le 16 août 1650 à l'âge de 57 ans.

## Succession apostolique
Cesare Monti a ordonné les évêques suivants :
- Évêque Pedro Moya Arjona (1631)
- Archevêque Antonio de Sotomayor, O.P. (1632)